# Världsmästerskapet i fotboll 1934
Världsmästerskapet i fotboll 1934 spelades i Italien. För första gången deltog 16 lag, men flera lag ville vara med. Därmed fick man för första gången tillämpa kvalspel.
De regerande segrarna från 1930 års turnering, Uruguay, bojkottade turneringen. Turneringen var upplagd med direkt utslagning med början i åttondelsfinal. Hemmalaget Italien var hårt pressat, då VM-guld krävdes av landets ledare Benito Mussolini. I finalen besegrades Tjeckoslovakien dock av Italien med 2–1, efter övertid. Den mest lysande stjärnan i Italiens lag var Giuseppe Meazza, av många fortfarande betraktad som Italiens främste spelare någonsin.
Detta var det första världsmästerskap i fotboll där Sverige deltog.

## Spelplatser
| Bologna Florens Genua Milano Neapel Rom Trieste Turin | Italien 1934                                          | Italien 1934                                     | Italien 1934                                         | Italien 1934                                  |
| Bologna Florens Genua Milano Neapel Rom Trieste Turin | Bologna                                               | Florens                                          | Genua                                                | Milano                                        |
| ----------------------------------------------------- | ----------------------------------------------------- | ------------------------------------------------ | ---------------------------------------------------- | --------------------------------------------- |
| Bologna Florens Genua Milano Neapel Rom Trieste Turin | Stadio Littoriale Kapacitet: 50 100                   | Stadio Comunale Giovanni Berta Kapacitet: 47 290 | Stadio di Via del Piano Kapacitet: 36 703            | Stadio Comunale di San Siro Kapacitet: 55 000 |
| Bologna Florens Genua Milano Neapel Rom Trieste Turin | Neapel                                                | Rom                                              | Turin                                                | Trieste                                       |
| Bologna Florens Genua Milano Neapel Rom Trieste Turin | Stadio Partenopeo Giorgio Ascarelli Kapacitet: 40 000 | Stadio Nazionale del P.N.F. Kapacitet: 47 300    | Stadio Municipale Benito Mussolini Kapacitet: 28 140 | Stadio Littorio Kapacitet: 8 000              |

## Deltagare
| Argentina · Belgien · Brasilien · Egypten | Frankrike · Italien · Nederländerna · Rumänien | Schweiz · Spanien · Sverige · Tjeckoslovakien | Tyskland · Ungern · USA · Österrike |

## Resultat
I VM-slutspelet 1934 valde man att ha cupspel från början - alltså inget gruppspel.

### Spelträd
|  | Åttondelsfinaler | Åttondelsfinaler | Åttondelsfinaler |                    |                 | Kvartsfinaler | Kvartsfinaler | Kvartsfinaler |   |  | Semifinaler | Semifinaler | Semifinaler |  |  | Final | Final | Final |
|  |                  |                  |                  |                    |                 |               |               |               |   |  |             |             |             |  |  |       |       |       |
|  |                  |                  |                  |                    |                 |               |               |               |   |  |             |             |             |  |  |       |       |       |
|  |                  |                  |                  |                    |                 |               |               |               |   |  |             |             |             |  |  |       |       |       |
|  | Italien          | Italien          | 7                |                    |                 |               |               |               |   |  |             |             |             |  |  |       |       |       |
|  | Italien          | Italien          | 7                |                    |                 |               |               |               |   |  |             |             |             |  |  |       |       |       |
|  | USA              | USA              | 1                |                    |                 |               |               |               |   |  |             |             |             |  |  |       |       |       |
|  | USA              | USA              | 1                | Italien (e.f.; om) | 1               | 1             |               |               |   |  |             |             |             |  |  |       |       |       |
|  |                  |                  |                  | Italien (e.f.; om) | 1               | 1             |               |               |   |  |             |             |             |  |  |       |       |       |
|  |                  | Spanien          | 1                | 0                  |                 |               |               |               |   |  |             |             |             |  |  |       |       |       |
|  | Spanien          | Spanien          | 1                | 0                  | 3               |               |               |               |   |  |             |             |             |  |  |       |       |       |
|  | Spanien          | Spanien          |                  |                    |                 |               |               |               |   |  |             |             |             |  |  |       |       |       |
|  | Brasilien        | Brasilien        | 1                |                    |                 |               |               |               |   |  |             |             |             |  |  |       |       |       |
|  | Brasilien        | Brasilien        | 1                | Italien            | Italien         | 1             |               |               |   |  |             |             |             |  |  |       |       |       |
|  |                  |                  |                  | Italien            | Italien         | 1             |               |               |   |  |             |             |             |  |  |       |       |       |
|  |                  | Österrike        | Österrike        | 0                  |                 |               |               |               |   |  |             |             |             |  |  |       |       |       |
|  | Österrike (e.f.) | Österrike (e.f.) | Österrike        | 0                  | 3               |               |               |               |   |  |             |             |             |  |  |       |       |       |
|  | Österrike (e.f.) | Österrike (e.f.) |                  |                    |                 |               |               |               |   |  |             |             |             |  |  |       |       |       |
|  | Frankrike        | Frankrike        | 2                |                    |                 |               |               |               |   |  |             |             |             |  |  |       |       |       |
|  | Frankrike        | Frankrike        | 2                | Österrike          | Österrike       | 2             |               |               |   |  |             |             |             |  |  |       |       |       |
|  |                  |                  |                  | Österrike          | Österrike       | 2             |               |               |   |  |             |             |             |  |  |       |       |       |
|  |                  | Ungern           | Ungern           | 1                  |                 |               |               |               |   |  |             |             |             |  |  |       |       |       |
|  | Ungern           | Ungern           | Ungern           | 1                  | 4               |               |               |               |   |  |             |             |             |  |  |       |       |       |
|  | Ungern           | Ungern           |                  |                    |                 |               |               |               |   |  |             |             |             |  |  |       |       |       |
|  | Egypten          | Egypten          | 2                |                    |                 |               |               |               |   |  |             |             |             |  |  |       |       |       |
|  | Egypten          | Egypten          | 2                | Italien (e.f.)     | Italien (e.f.)  | 2             |               |               |   |  |             |             |             |  |  |       |       |       |
|  |                  |                  |                  | Italien (e.f.)     | Italien (e.f.)  | 2             |               |               |   |  |             |             |             |  |  |       |       |       |
|  |                  | Tjeckoslovakien  | Tjeckoslovakien  | 1                  |                 |               |               |               |   |  |             |             |             |  |  |       |       |       |
|  | Tjeckoslovakien  | Tjeckoslovakien  | Tjeckoslovakien  | 1                  | 2               |               |               |               |   |  |             |             |             |  |  |       |       |       |
|  | Tjeckoslovakien  | Tjeckoslovakien  |                  |                    |                 |               |               |               |   |  |             |             |             |  |  |       |       |       |
|  | Rumänien         | Rumänien         | 1                |                    |                 |               |               |               |   |  |             |             |             |  |  |       |       |       |
|  | Rumänien         | Rumänien         | 1                | Tjeckoslovakien    | Tjeckoslovakien | 3             |               |               |   |  |             |             |             |  |  |       |       |       |
|  |                  |                  |                  | Tjeckoslovakien    | Tjeckoslovakien | 3             |               |               |   |  |             |             |             |  |  |       |       |       |
|  |                  | Schweiz          | Schweiz          | 2                  |                 |               |               |               |   |  |             |             |             |  |  |       |       |       |
|  | Schweiz          | Schweiz          | Schweiz          | 2                  | 3               |               |               |               |   |  |             |             |             |  |  |       |       |       |
|  | Schweiz          | Schweiz          |                  |                    |                 |               |               |               |   |  |             |             |             |  |  |       |       |       |
|  | Nederländerna    | Nederländerna    | 2                |                    |                 |               |               |               |   |  |             |             |             |  |  |       |       |       |
|  | Nederländerna    | Nederländerna    | 2                | Tjeckoslovakien    | Tjeckoslovakien | 3             |               |               |   |  |             |             |             |  |  |       |       |       |
|  |                  |                  |                  | Tjeckoslovakien    | Tjeckoslovakien | 3             |               |               |   |  |             |             |             |  |  |       |       |       |
|  |                  | Tyskland         | Tyskland         | 1                  |                 | Bronsmatch    | Bronsmatch    | Bronsmatch    |   |  |             |             |             |  |  |       |       |       |
|  | Tyskland         | Tyskland         | Tyskland         | 1                  | 5               | Bronsmatch    | Bronsmatch    | Bronsmatch    |   |  |             |             |             |  |  |       |       |       |
|  | Tyskland         | Tyskland         |                  |                    |                 |               |               |               |   |  |             |             |             |  |  |       |       |       |
|  | Belgien          | Belgien          | 2                |                    |                 |               |               |               |   |  |             |             |             |  |  |       |       |       |
|  | Belgien          | Belgien          | 2                | Tyskland           | Tyskland        | 2             | Tyskland      | Tyskland      | 3 |  |             |             |             |  |  |       |       |       |
|  |                  |                  |                  | Tyskland           | Tyskland        | 2             | Tyskland      | Tyskland      | 3 |  |             |             |             |  |  |       |       |       |
|  |                  | Sverige          | Sverige          | 1                  |                 | Österrike     | Österrike     | 2             |   |  |             |             |             |  |  |       |       |       |
|  | Sverige          | Sverige          | Sverige          | 1                  | 3               | Österrike     | Österrike     | 2             |   |  |             |             |             |  |  |       |       |       |
|  | Sverige          | Sverige          |                  |                    |                 |               |               |               |   |  |             |             |             |  |  |       |       |       |
|  | Argentina        | Argentina        | 2                |                    |                 |               |               |               |   |  |             |             |             |  |  |       |       |       |
|  | Argentina        | Argentina        | 2                |                    |                 |               |               |               |   |  |             |             |             |  |  |       |       |       |

### Åttonsdelsfinaler
| 1                              | 27 maj 1934                    | Sverige                              | 3 – 2           | Argentina                            | Stadio Littoriale                                               |                                                                 |
| 16:30 (UTC+02:00) Huvudartikel | 16:30 (UTC+02:00) Huvudartikel | Sven Jonasson 9′, 67′ Knut Kroon 79′ | (1 – 1) Rapport | Ernesto Belis 4′ Alberto Galateo 48′ | Bologna, Italien Publik: 14 000 Domare: Eugen Braun (Österrike) | Bologna, Italien Publik: 14 000 Domare: Eugen Braun (Österrike) |
| 16:30 (UTC+02:00) Huvudartikel | 16:30 (UTC+02:00) Huvudartikel |                                      |                 |                                      | Bologna, Italien Publik: 14 000 Domare: Eugen Braun (Österrike) | Bologna, Italien Publik: 14 000 Domare: Eugen Braun (Österrike) |
| 16:30 (UTC+02:00) Huvudartikel | 16:30 (UTC+02:00) Huvudartikel |                                      |                 |                                      | Bologna, Italien Publik: 14 000 Domare: Eugen Braun (Österrike) | Bologna, Italien Publik: 14 000 Domare: Eugen Braun (Österrike) |

| 2                              | 27 maj 1934                    | Österrike                                               | 3 – 2 (e.fl.)          | Frankrike                                     | Stadio Benito Mussolini                                                    |                                                                            |
| 16:30 (UTC+02:00) Huvudartikel | 16:30 (UTC+02:00) Huvudartikel | Matthias Sindelar 44′ Anton Schall 93′ Josef Bican 109′ | (1 – 1, 1 – 1) Rapport | Jean Nicolas 18′ Georges Verriest 116′ (str.) | Turin, Italien Publik: 16 000 Domare: Johannes van Moorsel (Nederländerna) | Turin, Italien Publik: 16 000 Domare: Johannes van Moorsel (Nederländerna) |
| 16:30 (UTC+02:00) Huvudartikel | 16:30 (UTC+02:00) Huvudartikel |                                                         |                        |                                               | Turin, Italien Publik: 16 000 Domare: Johannes van Moorsel (Nederländerna) | Turin, Italien Publik: 16 000 Domare: Johannes van Moorsel (Nederländerna) |
| 16:30 (UTC+02:00) Huvudartikel | 16:30 (UTC+02:00) Huvudartikel |                                                         |                        |                                               | Turin, Italien Publik: 16 000 Domare: Johannes van Moorsel (Nederländerna) | Turin, Italien Publik: 16 000 Domare: Johannes van Moorsel (Nederländerna) |

| 3                              | 27 maj 1934                    | Tyskland                                                              | 5 – 2           | Belgien                   | Stadio Giovanni Berta                               |                                                     |
| 16:30 (UTC+02:00) Huvudartikel | 16:30 (UTC+02:00) Huvudartikel | Stanislaus Kobierski 25′ Otto Siffling 49′ Edmund Conen 66′, 70′, 87′ | (1 – 2) Rapport | Bernard Voorhoof 29′, 43′ | Florens, Italien Domare: Francesco Mattea (Italien) | Florens, Italien Domare: Francesco Mattea (Italien) |
| 16:30 (UTC+02:00) Huvudartikel | 16:30 (UTC+02:00) Huvudartikel |                                                                       |                 |                           | Florens, Italien Domare: Francesco Mattea (Italien) | Florens, Italien Domare: Francesco Mattea (Italien) |
| 16:30 (UTC+02:00) Huvudartikel | 16:30 (UTC+02:00) Huvudartikel |                                                                       |                 |                           | Florens, Italien Domare: Francesco Mattea (Italien) | Florens, Italien Domare: Francesco Mattea (Italien) |

| 4                              | 27 maj 1934                    | Spanien                                            | 3 – 1           | Brasilien    | Stadio Luigi Ferraris                                          |                                                                |
| 16:30 (UTC+02:00) Huvudartikel | 16:30 (UTC+02:00) Huvudartikel | José Iraragorri 18′ (str.), 25′ Isidro Lángara 29′ | (3 – 0) Rapport | Leônidas 55′ | Genua, Italien Publik: 21 000 Domare: Alfred Birlem (Tyskland) | Genua, Italien Publik: 21 000 Domare: Alfred Birlem (Tyskland) |
| 16:30 (UTC+02:00) Huvudartikel | 16:30 (UTC+02:00) Huvudartikel |                                                    |                 |              | Genua, Italien Publik: 21 000 Domare: Alfred Birlem (Tyskland) | Genua, Italien Publik: 21 000 Domare: Alfred Birlem (Tyskland) |
| 16:30 (UTC+02:00) Huvudartikel | 16:30 (UTC+02:00) Huvudartikel |                                                    |                 |              | Genua, Italien Publik: 21 000 Domare: Alfred Birlem (Tyskland) | Genua, Italien Publik: 21 000 Domare: Alfred Birlem (Tyskland) |

| 5                              | 27 maj 1934                    | Ungern                                             | 4 – 2           | Egypten                    | Stadio Giorgio Ascarelli                                           |                                                                    |
| 16:30 (UTC+02:00) Huvudartikel | 16:30 (UTC+02:00) Huvudartikel | Pál Teleki 11′ Géza Toldi 27′, 61′ Jenő Vincze 53′ | (2 – 2) Rapport | Abdulrahman Fawzi 31′, 39′ | Neapel, Italien Publik: 9 000 Domare: Rinaldo Barlassina (Italien) | Neapel, Italien Publik: 9 000 Domare: Rinaldo Barlassina (Italien) |
| 16:30 (UTC+02:00) Huvudartikel | 16:30 (UTC+02:00) Huvudartikel |                                                    |                 |                            | Neapel, Italien Publik: 9 000 Domare: Rinaldo Barlassina (Italien) | Neapel, Italien Publik: 9 000 Domare: Rinaldo Barlassina (Italien) |
| 16:30 (UTC+02:00) Huvudartikel | 16:30 (UTC+02:00) Huvudartikel |                                                    |                 |                            | Neapel, Italien Publik: 9 000 Domare: Rinaldo Barlassina (Italien) | Neapel, Italien Publik: 9 000 Domare: Rinaldo Barlassina (Italien) |

| 6                              | 27 maj 1934                    | Schweiz                                     | 3 – 2           | Nederländerna                | Stadio San Siro                                              |                                                              |
| 16:30 (UTC+02:00) Huvudartikel | 16:30 (UTC+02:00) Huvudartikel | Leopold Kielholz 7′, 43′ André Abegglen 69′ | (2 – 1) Rapport | Kick Smit 19′ Leen Vente 84′ | Milano, Italien Publik: 33 000 Domare: Ivan Eklind (Sverige) | Milano, Italien Publik: 33 000 Domare: Ivan Eklind (Sverige) |
| 16:30 (UTC+02:00) Huvudartikel | 16:30 (UTC+02:00) Huvudartikel |                                             |                 |                              | Milano, Italien Publik: 33 000 Domare: Ivan Eklind (Sverige) | Milano, Italien Publik: 33 000 Domare: Ivan Eklind (Sverige) |
| 16:30 (UTC+02:00) Huvudartikel | 16:30 (UTC+02:00) Huvudartikel |                                             |                 |                              | Milano, Italien Publik: 33 000 Domare: Ivan Eklind (Sverige) | Milano, Italien Publik: 33 000 Domare: Ivan Eklind (Sverige) |

| 7                              | 27 maj 1934                    | Italien                                                                                       | 7 – 1           | USA              | Stadio Nazionale PNF                                      |                                                           |
| 16:30 (UTC+02:00) Huvudartikel | 16:30 (UTC+02:00) Huvudartikel | Angelo Schiavio 18′, 29′, 64′ Raimundo Orsi 20′, 69′ Giovanni Ferrari 63′ Giuseppe Meazza 90′ | (3 – 0) Rapport | Aldo Donelli 57′ | Rom, Italien Publik: 25 000 Domare: Rene Mercet (Schweiz) | Rom, Italien Publik: 25 000 Domare: Rene Mercet (Schweiz) |
| 16:30 (UTC+02:00) Huvudartikel | 16:30 (UTC+02:00) Huvudartikel |                                                                                               |                 |                  | Rom, Italien Publik: 25 000 Domare: Rene Mercet (Schweiz) | Rom, Italien Publik: 25 000 Domare: Rene Mercet (Schweiz) |
| 16:30 (UTC+02:00) Huvudartikel | 16:30 (UTC+02:00) Huvudartikel |                                                                                               |                 |                  | Rom, Italien Publik: 25 000 Domare: Rene Mercet (Schweiz) | Rom, Italien Publik: 25 000 Domare: Rene Mercet (Schweiz) |

| 8                              | 27 maj 1934                    | Tjeckoslovakien                     | 2 – 1           | Rumänien         | Stadio Littorio                                                |                                                                |
| 16:30 (UTC+02:00) Huvudartikel | 16:30 (UTC+02:00) Huvudartikel | Antonín Puč 50′ Oldřich Nejedlý 67′ | (0 – 1) Rapport | Ştefan Dobay 11′ | Trieste, Italien Publik: 9 000 Domare: John Langenus (Belgien) | Trieste, Italien Publik: 9 000 Domare: John Langenus (Belgien) |
| 16:30 (UTC+02:00) Huvudartikel | 16:30 (UTC+02:00) Huvudartikel |                                     |                 |                  | Trieste, Italien Publik: 9 000 Domare: John Langenus (Belgien) | Trieste, Italien Publik: 9 000 Domare: John Langenus (Belgien) |
| 16:30 (UTC+02:00) Huvudartikel | 16:30 (UTC+02:00) Huvudartikel |                                     |                 |                  | Trieste, Italien Publik: 9 000 Domare: John Langenus (Belgien) | Trieste, Italien Publik: 9 000 Domare: John Langenus (Belgien) |

### Kvartsfinaler
| 9                              | 31 maj 1934                    | Tjeckoslovakien                                            | 3 – 2           | Schweiz                              | Stadio Benito Mussolini                                         |                                                                 |
| 16:30 (UTC+02:00) Huvudartikel | 16:30 (UTC+02:00) Huvudartikel | František Svoboda 24′ Jiří Sobotka 49′ Oldřich Nejedlý 82′ | (1 – 1) Rapport | Leopold Kielholz 18′ Willy Jäggi 78′ | Turin, Italien Publik: 12 000 Domare: Alois Beranek (Österrike) | Turin, Italien Publik: 12 000 Domare: Alois Beranek (Österrike) |
| 16:30 (UTC+02:00) Huvudartikel | 16:30 (UTC+02:00) Huvudartikel |                                                            |                 |                                      | Turin, Italien Publik: 12 000 Domare: Alois Beranek (Österrike) | Turin, Italien Publik: 12 000 Domare: Alois Beranek (Österrike) |
| 16:30 (UTC+02:00) Huvudartikel | 16:30 (UTC+02:00) Huvudartikel |                                                            |                 |                                      | Turin, Italien Publik: 12 000 Domare: Alois Beranek (Österrike) | Turin, Italien Publik: 12 000 Domare: Alois Beranek (Österrike) |

| 10                             | 31 maj 1934                    | Tyskland              | 2 – 1           | Sverige          | Stadio San Siro                                                    |                                                                    |
| 16:30 (UTC+02:00) Huvudartikel | 16:30 (UTC+02:00) Huvudartikel | Karl Hohmann 60′, 63′ | (0 – 0) Rapport | Gösta Dunker 82′ | Milano, Italien Publik: 3 000 Domare: Rinaldo Barlassina (Italien) | Milano, Italien Publik: 3 000 Domare: Rinaldo Barlassina (Italien) |
| 16:30 (UTC+02:00) Huvudartikel | 16:30 (UTC+02:00) Huvudartikel |                       |                 |                  | Milano, Italien Publik: 3 000 Domare: Rinaldo Barlassina (Italien) | Milano, Italien Publik: 3 000 Domare: Rinaldo Barlassina (Italien) |
| 16:30 (UTC+02:00) Huvudartikel | 16:30 (UTC+02:00) Huvudartikel |                       |                 |                  | Milano, Italien Publik: 3 000 Domare: Rinaldo Barlassina (Italien) | Milano, Italien Publik: 3 000 Domare: Rinaldo Barlassina (Italien) |

| 11                             | 31 maj 1934                    | Italien              | 1 – 1 (e.fl.)   | Spanien           | Stadio Giovanni Berta                                         |                                                               |
| 16:30 (UTC+02:00) Huvudartikel | 16:30 (UTC+02:00) Huvudartikel | Giovanni Ferrari 44′ | (1 – 1) Rapport | Luis Regueiro 30′ | Florens, Italien Publik: 35 000 Domare: Louis Baert (Belgien) | Florens, Italien Publik: 35 000 Domare: Louis Baert (Belgien) |
| 16:30 (UTC+02:00) Huvudartikel | 16:30 (UTC+02:00) Huvudartikel |                      |                 |                   | Florens, Italien Publik: 35 000 Domare: Louis Baert (Belgien) | Florens, Italien Publik: 35 000 Domare: Louis Baert (Belgien) |
| 16:30 (UTC+02:00) Huvudartikel | 16:30 (UTC+02:00) Huvudartikel |                      |                 |                   | Florens, Italien Publik: 35 000 Domare: Louis Baert (Belgien) | Florens, Italien Publik: 35 000 Domare: Louis Baert (Belgien) |

| 12                             | 31 maj 1934                    | Österrike                          | 2 – 1           | Ungern                   | Stadio Littoriale                                                  |                                                                    |
| 16:30 (UTC+02:00) Huvudartikel | 16:30 (UTC+02:00) Huvudartikel | Johann Horvath 8′ Karl Zischek 51′ | (1 – 0) Rapport | György Sárosi 60′ (str.) | Bologna, Italien Publik: 23 000 Domare: Francesco Mattea (Italien) | Bologna, Italien Publik: 23 000 Domare: Francesco Mattea (Italien) |
| 16:30 (UTC+02:00) Huvudartikel | 16:30 (UTC+02:00) Huvudartikel |                                    |                 |                          | Bologna, Italien Publik: 23 000 Domare: Francesco Mattea (Italien) | Bologna, Italien Publik: 23 000 Domare: Francesco Mattea (Italien) |
| 16:30 (UTC+02:00) Huvudartikel | 16:30 (UTC+02:00) Huvudartikel |                                    |                 |                          | Bologna, Italien Publik: 23 000 Domare: Francesco Mattea (Italien) | Bologna, Italien Publik: 23 000 Domare: Francesco Mattea (Italien) |

Omspel
| 13                             | 1 juni 1934                    | Italien             | 1 – 0           | Spanien | Stadio Giovanni Berta                                         |                                                               |
| 16:30 (UTC+02:00) Huvudartikel | 16:30 (UTC+02:00) Huvudartikel | Giuseppe Meazza 11′ | (1 – 0) Rapport |         | Florens, Italien Publik: 43 000 Domare: Rene Mercet (Schweiz) | Florens, Italien Publik: 43 000 Domare: Rene Mercet (Schweiz) |
| 16:30 (UTC+02:00) Huvudartikel | 16:30 (UTC+02:00) Huvudartikel |                     |                 |         | Florens, Italien Publik: 43 000 Domare: Rene Mercet (Schweiz) | Florens, Italien Publik: 43 000 Domare: Rene Mercet (Schweiz) |
| 16:30 (UTC+02:00) Huvudartikel | 16:30 (UTC+02:00) Huvudartikel |                     |                 |         | Florens, Italien Publik: 43 000 Domare: Rene Mercet (Schweiz) | Florens, Italien Publik: 43 000 Domare: Rene Mercet (Schweiz) |

### Semifinaler
| 14                             | 3 juni 1934                    | Italien            | 1 – 0           | Österrike | Stadio San Siro                                              |                                                              |
| 16:30 (UTC+02:00) Huvudartikel | 16:30 (UTC+02:00) Huvudartikel | Enrique Guaita 19′ | (1 – 0) Rapport |           | Milano, Italien Publik: 35 000 Domare: Ivan Eklind (Sverige) | Milano, Italien Publik: 35 000 Domare: Ivan Eklind (Sverige) |
| 16:30 (UTC+02:00) Huvudartikel | 16:30 (UTC+02:00) Huvudartikel |                    |                 |           | Milano, Italien Publik: 35 000 Domare: Ivan Eklind (Sverige) | Milano, Italien Publik: 35 000 Domare: Ivan Eklind (Sverige) |
| 16:30 (UTC+02:00) Huvudartikel | 16:30 (UTC+02:00) Huvudartikel |                    |                 |           | Milano, Italien Publik: 35 000 Domare: Ivan Eklind (Sverige) | Milano, Italien Publik: 35 000 Domare: Ivan Eklind (Sverige) |

| 15                             | 3 juni 1934                    | Tjeckoslovakien               | 3 – 1           | Tyskland         | Stadio Nazionale PNF                                             |                                                                  |
| 16:30 (UTC+02:00) Huvudartikel | 16:30 (UTC+02:00) Huvudartikel | Oldřich Nejedlý 19′, 71′, 80′ | (1 – 0) Rapport | Rudolf Noack 62′ | Rom, Italien Publik: 15 000 Domare: Rinaldo Barlassina (Italien) | Rom, Italien Publik: 15 000 Domare: Rinaldo Barlassina (Italien) |
| 16:30 (UTC+02:00) Huvudartikel | 16:30 (UTC+02:00) Huvudartikel |                               |                 |                  | Rom, Italien Publik: 15 000 Domare: Rinaldo Barlassina (Italien) | Rom, Italien Publik: 15 000 Domare: Rinaldo Barlassina (Italien) |
| 16:30 (UTC+02:00) Huvudartikel | 16:30 (UTC+02:00) Huvudartikel |                               |                 |                  | Rom, Italien Publik: 15 000 Domare: Rinaldo Barlassina (Italien) | Rom, Italien Publik: 15 000 Domare: Rinaldo Barlassina (Italien) |

### Bronsmatch
| 16                             | 7 juni 1934                    | Tyskland                              | 3 – 2           | Österrike                         | Stadio Giorgio Ascarelli                                       |                                                                |
| 18:00 (UTC+02:00) Huvudartikel | 18:00 (UTC+02:00) Huvudartikel | Ernst Lehner 1′, 42′ Edmund Conen 27′ | (3 – 1) Rapport | Johann Horvath 28′ Karl Sesta 54′ | Neapel, Italien Publik: 7 000 Domare: Albino Carraro (Italien) | Neapel, Italien Publik: 7 000 Domare: Albino Carraro (Italien) |
| 18:00 (UTC+02:00) Huvudartikel | 18:00 (UTC+02:00) Huvudartikel |                                       |                 |                                   | Neapel, Italien Publik: 7 000 Domare: Albino Carraro (Italien) | Neapel, Italien Publik: 7 000 Domare: Albino Carraro (Italien) |
| 18:00 (UTC+02:00) Huvudartikel | 18:00 (UTC+02:00) Huvudartikel |                                       |                 |                                   | Neapel, Italien Publik: 7 000 Domare: Albino Carraro (Italien) | Neapel, Italien Publik: 7 000 Domare: Albino Carraro (Italien) |

### Final
| 17                             | 10 juni 1934                   | Italien                               | 2 – 1 (e.fl.)          | Tjeckoslovakien | Stadio Nazionale PNF                                      |                                                           |
| 17:30 (UTC+02:00) Huvudartikel | 17:30 (UTC+02:00) Huvudartikel | Raimundo Orsi 81′ Angelo Schiavio 95′ | (0 – 0, 1 – 1) Rapport | Antonín Puč 76′ | Rom, Italien Publik: 55 000 Domare: Ivan Eklind (Sverige) | Rom, Italien Publik: 55 000 Domare: Ivan Eklind (Sverige) |
| 17:30 (UTC+02:00) Huvudartikel | 17:30 (UTC+02:00) Huvudartikel |                                       |                        |                 | Rom, Italien Publik: 55 000 Domare: Ivan Eklind (Sverige) | Rom, Italien Publik: 55 000 Domare: Ivan Eklind (Sverige) |
| 17:30 (UTC+02:00) Huvudartikel | 17:30 (UTC+02:00) Huvudartikel |                                       |                        |                 | Rom, Italien Publik: 55 000 Domare: Ivan Eklind (Sverige) | Rom, Italien Publik: 55 000 Domare: Ivan Eklind (Sverige) |

## Målskyttar
5 mål
- Oldřich Nejedlý

4 mål
| - Angelo Schiavio | - Edmund Conen |  |

3 mål
| - Raimundo Orsi | - Leopold Kielholz |  |

2 mål
| - Bernard Voorhoof - Abdelrahman Fawzi - Giovanni Ferrari | - Giuseppe Meazza - José Iraragorri - Sven Jonasson | - Antonín Puč - Karl Hohmann - Ernst Lehner | - Géza Toldi - Johann Horvath |

1 mål
| - Ernesto Belis - Alberto Galateo - Leônidas - Jean Nicolas - Georges Verriest - Enrique Guaita - Kick Smit - Leen Vente | - Ştefan Dobay - Isidro Lángara - Luis Regueiro - André Abegglen - Willy Jäggi - Gösta Dunker - Knut Kroon | - Jiří Sobotka - František Svoboda - Stanislaus Kobierski - Rudolf Noack - Otto Siffling - György Sárosi - Pál Teleki | - Jenő Vincze - Aldo Donelli - Josef Bican - Toni Schall - Karl Sesta - Matthias Sindelar - Karl Zischek |